# フリードリヒ・ヴィルヘルム2世 (プロイセン王)

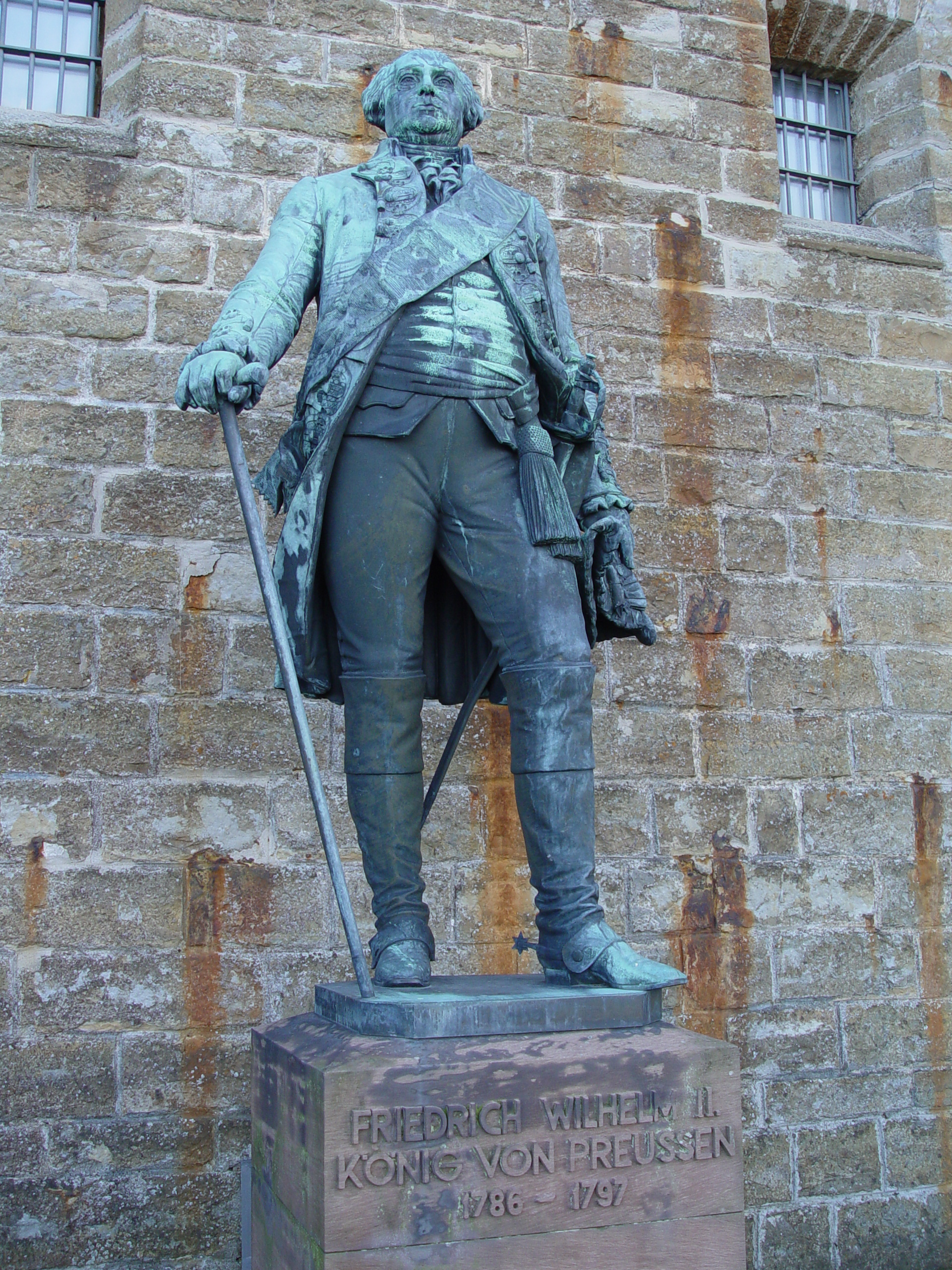
ホーエンツォレルン城のフリードリヒ・ヴィルヘルム2世像

フリードリヒ・ヴィルヘルム2世（Friedrich Wilhelm II., 1744年9月25日 - 1797年11月16日）は、プロイセン国王（在位：1786年8月17日 - 1797年11月16日）。プロイセン王子アウグスト・ヴィルヘルムの長男でありフリードリヒ2世の甥。

## 生涯
1744年9月25日、アウグスト・ヴィルヘルム王子と、ブラウンシュヴァイク＝リューネブルク公フェルディナント・アルブレヒト2世の娘でフリードリヒ2世の王妃エリーザベト・クリスティーネの妹でもあるルイーゼ・アマーリエ（1722年 - 1780年）の間に第一子として生まれた。
伯父フリードリヒ2世には子がおらず、その弟アウグスト・ヴィルヘルムが推定相続人となっていたが、彼の薨去により、当時十四歳の長子フリードリヒ・ヴィルヘルム王子がその地位（プリンツ・フォン・プロイセン）を継承した。フリードリヒ・ヴィルヘルムは帝王教育を授けても成果が上がらず、フリードリヒ2世もまたこの甥を気に入っていなかった。
1786年8月17日、フリードリヒ2世が崩御し、フリードリヒ・ヴィルヘルム2世として王位に就く。フランス革命の自国への波及を恐れ、アルトワ伯(ルイ16世の末弟)およびザクセン選帝侯フリードリヒ・アウグスト3世(ルイ16世、アルトワ伯の母方の従兄)仲立ちのもと、オーストリアのレオポルト2世と会見し、ピルニッツ宣言を発した。
1795年にバーゼルの和約によりフランス革命政府と講和を結んだ。そのかたわらで第二次、第三次ポーランド分割によって、ワルシャワを含むポーランド中央部に広大な領土を獲得した。
王太子時代の1765年にブラウンシュヴァイク＝ヴォルフェンビュッテル公カール1世の娘で従妹のエリーザベト・クリスティーネと結婚したが、不義密通を理由として1769年に離婚。同年にヘッセン＝ダルムシュタット方伯ルートヴィヒ9世の娘フリーデリケ（1751年 – 1805年）と再婚し、翌1770年に生まれたフリードリヒ・ヴィルヘルム3世を含む8人の子をもうけた。
正妻が生んだ子以外にも、愛人達との間に分かっているだけでも8人の子がいる。王がとりわけ愛したのはヴィルヘルミーネ・エンケだった。トランペット奏者の娘に過ぎなかった彼女が、1796年に王からリヒテナウ伯爵夫人の称号を授けられたことは風刺の的になった。愛人には他にも、インゲンハイム伯爵夫人の位を授けられたユーリエ・フォン・フォスや、その死後に寵愛されたデーンホフ伯爵夫人ゾフィーなどがいるが、その身分違いの交際は世論から非難された。
国王の愛人達の影響もあり、先王の時代には質素だった宮廷の雰囲気が一転し、華やかになったものの、国王は「でぶの女たらし」（der Vielgeliebte ("the much loved") und der dicke Lüderjahn ("the fat scallywag")）と呼ばれた。
国王は漁色家の享楽主義者ではあったものの、ただの俗物ではなく、芸術にも理解を示した。それまで無味乾燥で粗野な軍事国家だったプロイセンにおいて、ドイツ文化と才能を開花させた。
全員フランス人だった王立アカデミー会員にドイツ人を任命し、またフランス人によるフランス劇ばかりを上演していた劇場においてドイツ演劇を支援した。彼は先王に負けぬ音楽好きでもあり、音楽総監督として雇い入れたフランスのチェリストジャン＝ピエール・デュポールからチェロを教わっている。
他にもベルリンを大国の首都にふさわしく整備するよう命じ、ベルリンの顔ブランデンブルク門を建設した。
薔薇十字団のメンバーとして神秘主義に傾倒していたことでも知られる。
1797年11月16日にポツダムで崩御し、長子フリードリヒ・ヴィルヘルム3世が後を継いだ。

## 子女
最初の妃であったブラウンシュヴァイク＝ヴォルフェンビュッテル公カール1世の娘エリーザベト・クリスティーネとの間には、以下の1女をもうけた。
- フリーデリケ・シャルロッテ・ウルリーケ・カタリーナ（1767年 - 1820年） - イギリス王子ヨーク公フレデリック妃

2番目の妃であったヘッセン＝ダルムシュタット方伯ルートヴィヒ9世の娘フリーデリケとの間には、以下の4男3女をもうけた。
- フリードリヒ・ヴィルヘルム（1770年 - 1840年） - プロイセン国王フリードリヒ・ヴィルヘルム3世
- フリーデリーケ・クリスティーネ・アマーリエ・ヴィルヘルミーネ（1772年 - 1773年）
- フリードリヒ・ルートヴィヒ・カール（1773年 - 1796年）
- フリーデリーケ・ルイーゼ・ヴィルヘルミーネ（1774年 - 1837年） - オランダ国王ウィレム1世妃
- 子（1777年 - 1777年）
- アウグステ・クリスティーネ・フリーデリケ（1780年 - 1841年） - ヘッセン選帝侯ヴィルヘルム2世妃
- フリードリヒ・カール・ハインリヒ（英語版）（1781年 - 1846年）
- フリードリヒ・ヴィルヘルム・カール（1783年 - 1851年）

二人の妻との結婚生活の間に、王はヴィルヘルミーネ・エンケ（のちにリヒテナウ伯爵夫人）を寵愛し、間に5人の子女をもうけている。そのうち、幼児期を生き延びた下の2人にはフォン・デア・マルク伯爵（女伯爵）の称号が与えられた。
- フリードリヒ・ヴィルヘルム・モーリッツ・アレクサンダー（1779年 - 1787年）
- マリアンネ・ディデリーカ・フリーデリケ・ヴィルヘルミーネ（1780年 - 1814年）

また1786年にユーリエ・フォン・フォスと身分違いの重婚をして間に息子を一人もうけ、1787年にはユーリエ母子にインゲンハイム伯爵（夫人）の称号を与えた。
- グスタフ・アドルフ・ヴィルヘルム（1789年 - 1855年）

さらに1790年、デーンホフ伯爵夫人ゾフィーとも重婚し、間に2人の子女をもうけた。子供たちはブランデンブルク伯爵（女伯爵）の称号を授けられた。
- フリードリヒ・ヴィルヘルム（1792年 - 1850年） - プロイセン宰相
- ゾフィー・ユーリエ（1793年 - 1848年） - アンハルト＝ケーテン公フェルディナント・フリードリヒ妃